# Kékesvásárhely
Kékesvásárhely románul: Târgușor, falu Romániában, Erdélyben, Kolozs megyében.

## Fekvése
Szamosújvártól délkeletre, a Devecseri-patak jobb partján, Ördöngösfüzes, Szépkenyerűszentmárton és Nagydevecser közt fekvő település.

## Története
Kékesvásárhely nevét 1326–1342 között említette először oklevél t. Vasarhel néven.
Későbbi névváltozatai: 1367-ben Wasarhel, 1457-ben Vasarhely, 1733-ban Oláh-Vásárhely, 1808-ban Vásárhely (Oláh-), 1913-ban Kékesvásárhely. 1336-ban Szilvás és Szentiván határosaként volt említve és ekkor Bálványosvárához tartozott. Az 1367-es oklevelek szerint románok által lakott falu volt, akik a bálványosi királyi várhoz tartoztak, és még 1456-ban is Bálványos tartozékaiul volt megnevezve és a Bánffyak birtoka volt, de tőlük Mátyás király elvette, és a váradi püspöknek adományozta.
1553-ban Szamosújvárhoz tartozott, de 1581-ben Báthory Kristóf az eddig Szamosújvárhoz tartozó birtokot Kérei Albertnek, Báthory István lengyel király századosának  adományozta „a muszkák ellen való harcban” kifejtett érdemeiért. 1587-ben Kérei Albert, 1591-ben Kérői Lénárt, máskép Nagy Albert, 1625-ben pedig Gazdag Ferenc birtoka lett, és a későbbiekben is nagyrészt e család leszármazottai voltak a főbb birtokosai.
A trianoni békeszerződés előtt Szolnok-Doboka vármegye Kékesi járásához tartozott. 1910-ben 252 lakosából 57 magyar, 195 román volt. Ebből 193 görögkatolikus, 55 református volt.

## Források

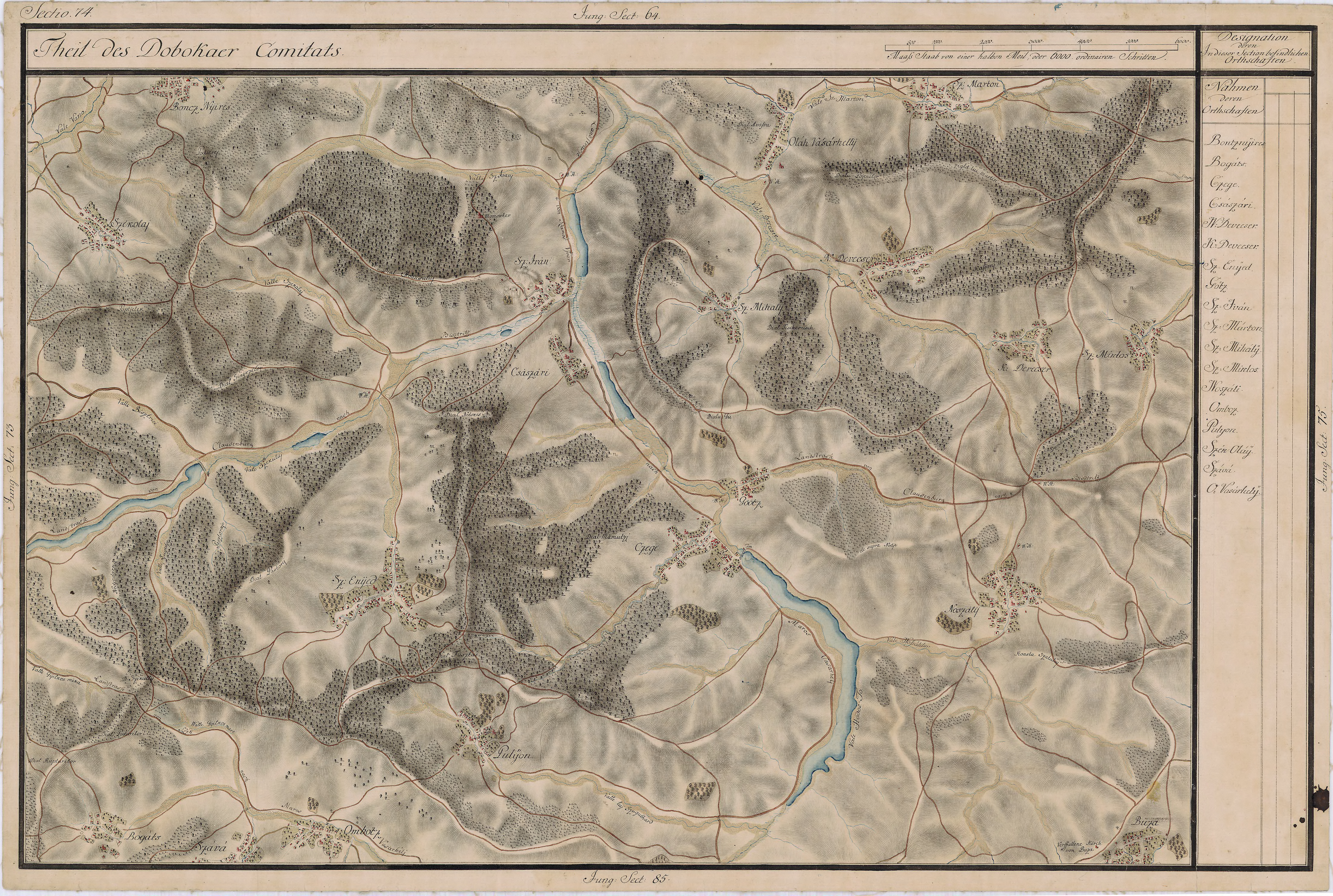
Kékesvásárhely egy régi, az 1700-as évekből való térképen